# 無問題
『無問題／モウマンタイ』は、1999年公開の香港・日本合作映画。
吉本興業の関連会社であるイエス・ビジョンズと日本テレビ放送網、バンダイビジュアルの共同製作作品。主演はナインティナインの岡村隆史。
「無問題」（無問題 / 无问题）とは字の通り「問題ない」と言う意味の広東語。北京語では「沒問題 / 没问题（méi wèntí）」）。英語タイトルは No Problem、中国語タイトルは《憧板愛情狂》。

## ストーリー
香港映画マニアのチビ男・川口大二郎。彼のただ一つの自慢は美人のガールフレンド・玲子であったが、ある日彼女が「香港にあるジャッキー・チェンの事務所で仕事をさせてもらえることになったので別れる」と、書き置きを残して一方的に出ていってしまった。大二郎は玲子とよりを戻すために香港へ旅立ち、スタントマンをしている友人の阿部健一を訪ね、撮影所で働かせてもらえるよう都合をつけてもらう。広東語が一切わからない大二郎に、健一はある一つのアドバイスをした。それは「何を言われても『無問題（モウマンタイ）』と答えればいい」。
サモ・ハン・キンポーのキックにも見事耐え切った大二郎はスタントマンとして仕事を始めるが、玲子は見向きもしない。そんなある日、大二郎の住む部屋にリュウチンという女性が忍び込んでくる。彼女は失踪した恋人のハンを追って四川省から密入国してきたが、その世話をした闇組織から売春を強要されて逃げ出してきたのだという。恋人を追って香港にやってきたという自分の境遇と重ね合わせた大二郎は同情し、リュウチンを匿い、仕事の合間を縫ってハンを探し出してみせると約束するのだが…

## スタッフ
- 製作：イエス・ビジョンズ、日本テレビ放送網、バンダイビジュアル
- 監督･脚本：アルフレッド・チョン
- 製作統括：竹中功、福島真平、川城和実
- 製作総指揮：木村政雄
- プロデューサー：刈部謙一、梁徳森、木幡久美、河内俊昭
- 制作プロデューサー：千葉善紀、吉田晴彦、長崎佳子、栗村実
- 音楽：福原まり
- 制作協力：メディア･スーツ
- 制作：イエス・フィルムズ（H.K.）
- 制作プロダクション：イエス・ビジョンズ

## 出演
- 川口大二郎：岡村隆史（ナインティナイン）
- 玲子：佐藤康恵
- リュウチン：ジェシカ・ソン
- サモ・ハン・キンポー：本人役
- ハン：フランシス・ン
- 阿部健一：吉田親彦
- 大二郎の母：山梨ハナ

## 歌
- 主題歌：ジェシカ・ソン「大丈夫」

作詞:工藤順子　中国語詩：曹陽　作曲・編曲:福原まり
- 劇中歌：岡村隆史『想い出がいっぱい』(H2Oのカバー)

作詞:阿木燿子　作曲:鈴木キサブロー　編曲:旭純）

## シリーズ作品
- 映画「無問題2」